# Diritto pubblico
Il diritto pubblico è la branca del diritto dedicata allo studio delle norme disciplinanti e regolanti l'organizzazione ed il funzionamento dello Stato, delle Istituzioni e degli enti pubblici, occupandosi anche dei rapporti fra il cittadino e gli enti caratterizzati dallo status del regime del "diritto pubblico".

## Storia
In una storia sulla nozione del diritto pubblico, deve distinguersi la connessa evoluzione italiana e l'affermazione del diritto pubblico negli Stati europei, la quale, nel XIX secolo, si delinea conformemente ad un modello "esportato", poi, in altri ordinamenti giuridici: in tale processo storico, sulla base della precedente affermazione dello Stato  moderno e soprattutto attraverso i principi della rivoluzione francese e della conseguente costruzione di uno Stato fondato su una nuova concezione della sovranità e della divisione dei poteri pubblici, nel XIX secolo si afferma definitivamente il diritto pubblico, elaborato sia dall'opera di Macarel e dei primi studiosi del diritto amministrativo francese sia, successivamente, attraverso il contributo delle categorie concettuali elaborate dalla scuola tedesca del diritto pubblico, per la quale si ricorda l'apporto delle opere di Mayer, Jellinek e Laband, che hanno avuto una diretta e determinante importanza anche nella costruzione dei principali concetti del diritto amministrativo italiano; in tale evoluzione, il diritto pubblico si afferma come  un settore caratterizzato da una specialità rispetto alle regole dei rapporti del diritto comune, legata alla natura pubblica propria dei soggetti coinvolti dall'applicazione della disciplina di questo settore. 
La scienza giuspubblicistica italiana sorge, così, anche sulla base di questo processo storico, intorno alla fine del XIX secolo, nel periodo della creazione del nuovo Stato italiano ed appare collegata alla figura di alcuni giuristi del tempo, tra i quali si ricorda Vittorio Emanuele Orlando: egli, notando lo stato arretrato della dottrina e della scienza pubblicistica italiana ottocentesca, decide di fondare una "scuola" italiana del Diritto pubblico, dandole una visibilità mediante una rivista, l'Archivio di diritto pubblico, e la redazione di due manuali importanti (uno di diritto amministrativo e uno di diritto costituzionale).
Un'altra figura fondamentale di questa scienza giuspubblicistica è Santi Romano, che continuò a sviluppare le teorie di Orlando: in Santi Romano, celebre è la pluralistica teoria degli ordinamenti giuridici, con la quale si supera una monistica concezione dello Stato (diretto prodotto della rivoluzione francese e della concezione positivistica ed illuminista dello Stato), optando per una complessa visione dell'universo giuridico, disegnandosi la realtà giuridica come un insieme composto da una pluralità degli ordinamenti posti ai vari livelli, dei quali lo Stato rappresenta una tipologia, prevalente e non esclusiva.
Dopo gli sconvolgimenti dell'assetto costituzionale del ventennio fascista e la conseguente inerzia della dottrina, una delle figure di spicco della cultura giuspubblicistica, emersa finalmente nella nuova Repubblica, fu Costantino Mortati, giurista e autore della definizione della costituzione materiale, che indicò il complesso delle forze sociali e dei valori affermatisi in un dato momento storico, i quali si armonizzano e, in generale, nella scienza giuridica, delineano il complesso delle regole costituzionali, che le forze sociali adottano e rispettano in concreto.

## Oggetto
Secondo alcune definizioni dottrinali, esso sarebbe la disciplina deputata allo studio di tutta la normativa di diretto interesse collettivo, ovvero quella nella quale si riguardino soggetti traenti la loro rilevanza giuridica a causa della titolarità di funzioni o attribuzioni o comunque incarichi di interesse collettivo, o comunque posti a salvaguardia dell'interesse pubblico.
Come tale, il diritto pubblico si contende il campo con il diritto privato, le cui materie sono quelle che riguardano all'opposto i rapporti tra singoli individui in posizione di parità.
In realtà, la stessa dicotomia pubblico-privato (elaborata da Norberto Bobbio) è ambigua, datata e spesso superata. Difatti, una summa divisio è tale quando (e se) riesce a scindere il tutto in due sfere di competenza indipendenti e concluse. Ciò non sembra accadere per il binomio diritto pubblico-diritto privato, per l'influenza anche sostanziale e formale delle istituzioni europee e del fenomeno di globalizzazione dei mercati.

## Branche
Negli ultimi decenni, in seno al diritto pubblico, si è sviluppata la disciplina del diritto pubblico comparato, che esamina l'ordinamento costituzionale dei principali ordinamenti, onde approfondirne la conoscenza dell'organizzazione e del funzionamento concreto, mediante il metodo della comparazione giuridica. Si è sviluppato inoltre il diritto dell'Unione europea, in concomitanza con l'espansione del processo di integrazione europeo.
Secondo una prima classificazione di base, il diritto pubblico comprende il diritto amministrativo, il diritto penale, il diritto processuale  (costituzionale, penale, amministrativo e civile), il diritto ecclesiastico, il diritto del lavoro e il diritto internazionale che include il diritto dell'Unione europea. La classificazione rileva nell'affermare che mentre il diritto civile è una disciplina del diritto privato, il diritto processuale civile appartiene alla sfera del diritto pubblico.
Il diritto pubblico, riguardando un insieme di materie di vasta portata, è inoltre suddiviso in diverse discipline di non minore importanza, ciascuna riguardante aspetti tipici o particolari dell'attività degli organismi statali, istituzionali e della pubblica amministrazione in genere; si hanno così specifici studi di:

### Area costituzionalistica
- diritto costituzionale
- diritto parlamentare
- diritto regionale
- Teoria dello Stato
- diritto ecclesiastico
- giustizia costituzionale

### Area amministrativistica
- diritto amministrativo
- diritto amministrativo militare
- diritto della previdenza sociale
- diritto tributario
- diritto urbanistico
- diritto dell'informatica
- diritto della navigazione
- diritto sportivo
- diritto degli enti locali

### Area internazionalistica
- diritto dell'informazione
- diritto pubblico dell'economia
- diritto dell'Unione europea
- diritto della navigazione
- diritti umani
- diritto processuale internazionale

Le materie di procedura giudiziaria, in quanto relative alle norme processuali (norme di diritto pubblico), vengono generalmente ricomprese in questa branca, come accade per il  diritto processuale civile, il diritto processuale penale, il diritto processuale amministrativo e. i diritti procedurali minori, attualmente in rapido sviluppo (es. diritto processuale internazionale).

I presupposti storici del diritto pubblico e di quello privato sono storicamente mutevoli e talora contraddittori. Il confine non sempre è netto e chiaramente definito: nell'ordinamento italiano, ad esempio esistono soggetti privati di diritto pubblico ed enti pubblici di diritto privato di tipo partecipato, controllato (con riferimento al capitale) o vigilato (con riferimento alla gestione). Tale classificazione è indicativa e non esaustiva di tutte le fattispecie esistenti.

## Discipline controverse
L'inclusione del diritto penale tra le discipline pubblicistiche non è sempre condivisa: secondo alcuni autori, la normazione penale avrebbe il proprio fine principale nel mantenimento dell'ordine pubblico ed avrebbe, così, una connotazione pubblicistica, oggettivamente rivolta alla tutela degli interessi collettivi e pubblici, anche se alcune visioni minoritarie si soffermano sulla tutela degli interessi del cittadino, inteso anche uti singulus e quindi nella propria consistenza individuale, anche specialpreventiva.
Nella dimensione dei rapporti tra gli Stati, la classificazione del diritto dell'Unione europea e del diritto internazionale, fra le discipline pubblicistiche, è pacifica, risalendo al diritto delle genti (ius gentium), individuato nella regola disciplinante la comunità internazionale, come già era anticipato in Grozio - non tutti, infine, condividono l'inclusione di settori specifici come il diritto commerciale internazionale, nel quale vi sono interessi pubblici da tutelare, ma si sottolinea una prevalenza degli aspetti pragmaticamente privatistici negli ambiti applicativi.